# Мухоловка гімалайська
Мухоло́вка гімалайська (Ficedula tricolor) — вид горобцеподібних птахів родини мухоловкових (Muscicapidae). Мешкає в Гімалаях, горах Китаю і  Південно-Східної Азії.

## Опис
Довжина птаха становить 12,5-13 см, вага 6-10 г. Дзьоб короткий, хвіст відносно довгий. У самців верхня частина тіла і голова з боків темно-сіро-синя, хвіст чорний, біля основи білий. Нижня частина тіла білувата або оїриста, в залежності від підвиду, на грудях сірувато-синя смуга. Самиці мають переважно непримітне, коричневе забарвлення, нижня частина тіла у них переважно охриста, хвіст іржасто-рудий.

## Підвиди
Виділяють чотири підвиди:
- F. t. tricolor (Hodgson, 1845) — західні і центральні Гімалаї (від Кашміру до центрального Непалу);
- F. t. minuta (Hume, 1872) — східний Непал, Сіккім, Бутан, Північно-Східна Індія (Аруначал-Прадеш), південно-східний Тибет;
- F. t. cerviniventris (Sharpe, 1879) — Північно-Східна Індія (Маніпур) і західна М'янма (гори Чин);
- F. t. diversa Vaurie, 1953 — від центрального Китаю до північної М'янми і північного В'єтнаму.

## Поширення і екологія
Гімалайські мухоловки мешкають в Пакистані, Індії, Непалі, Бутані, Китаї, М'янмі, Таїланді, Лаосі і В'єтнамі. Вони живуть у високогірних чагарникових заростях, зокрема в заростях Viburnum nervosum, та у вологих гірських тропічних лісах, на висоті від 1500 до 2565 м над рівнем моря. Взимку мігрують в долини, на висоту до 610 м над рівнем моря, досягаючи Бангладеш. Живляться комахами та іншими безхребетними. Сезон розмноження в Індії триває з травня по липень. Гніздо чашоподібне, робиться з моху. рослинних волокон, пі'ря, шерсті і павутиння, розміщується в дуплі дерева, в заглибині серед скель або в ямку в земляному насипі, на висоті до 2 м над землею. В кладці 3-4 білуватих яйця, поцяткованих червонувато-рожевими плямами.